# Ungheria ai XIII Giochi olimpici invernali
L'Ungheria partecipò ai XIII Giochi olimpici invernali, svoltisi a Lake Placid, Stati Uniti, dal 14 al 23 febbraio 1980, con una delegazione di 2 atleti impegnati in una disciplina.